# Korsett-Piercing

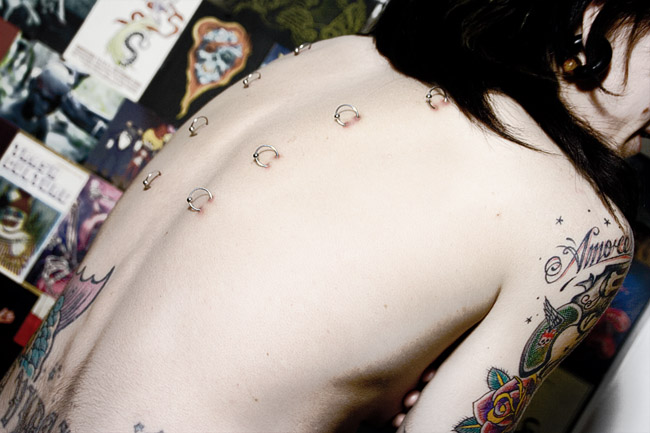
Korsett-Piercing ungeschnürt mit BCRs

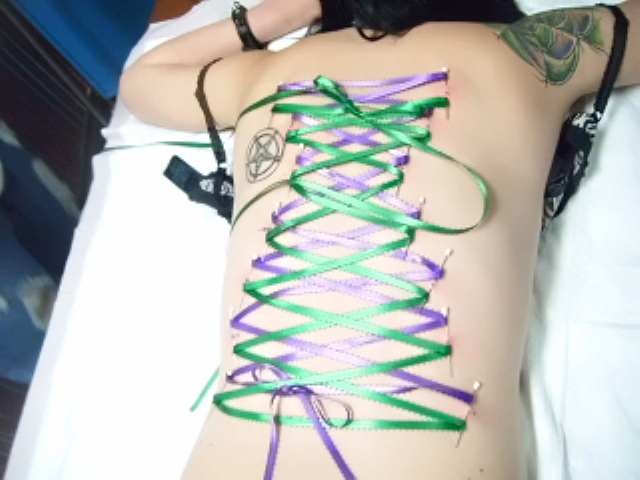
Korsett-Piercing als temporäres Playpiercing

Ein Korsett-Piercing besteht aus zwei Reihen von Piercings, die meist senkrecht und symmetrisch am Rücken entlang verlaufen und mit Bändern korsettähnlich miteinander verschnürt werden können. Andere Positionierungen sind jedoch ebenfalls üblich. 
In der Regel wird ein Korsett-Piercing meist nur temporär innerhalb einer Körperkunst-Vorstellung oder für ein Fotoshooting gestochen und nach wenigen Stunden wieder herausgenommen. Eingesetzt werden dabei gewöhnlich Ball Closure Rings (BCR), die ähnlich einem D-Ring dem Einfädeln der Bänder dienen. Die Variante mit Kanülen wird auch als Playpiercing bezeichnet.
Im Gegensatz zum Einsatz von BCRs ermöglichen Surfacebars das Verheilen der Stichkanäle und somit das permanente Tragen des Korsettpiercings. Dabei können Aufsätze wie zum Beispiel Slaveringe die herkömmlichen Ringe ersetzen.

## Geschichte und Kultur
Auch wenn Korsetts schon lange existieren, ist das Korsett-Piercing eine Neuerscheinung, die sich mit der Entwicklung der Piercingindustrie in den späten 1990er Jahren etablierte. Wie auch beim richtigen Korsett wird es meist von Frauen getragen und mit Erotik und Ästhetik in Verbindung gebracht, insbesondere in der Fetisch-Szene und/oder im BDSM.